# Liste der flächenkleinsten Gemeinden in Deutschland
Die Liste der flächenkleinsten Gemeinden in Deutschland bietet einen Überblick über die 100 Gemeinden, die die kleinste Fläche in Deutschland haben. Eine weitere Übersicht zeigt die flächenkleinsten Gemeinden der Bundesländer. Berücksichtigung finden alle verwaltungsrechtlich selbständigen Gemeinden.

## Flächenkleinste Gemeinden in Deutschland
Die 100 flächenkleinsten Gemeinden verteilen sich auf fünf Bundesländer: Rheinland-Pfalz (84), Schleswig-Holstein (10), Thüringen (4), Bayern (1) und Niedersachsen (1). Der Grund: Im Zuge der Gebietsreform wurden vor allem in Rheinland-Pfalz viele flächenkleine Gemeinden nicht eingemeindet und sind daher selbständig geblieben. In den anderen Bundesländern wurden Orte dieser Größenordnung meistens anderen Gemeinden angegliedert.
Alle Angaben in der folgenden Tabelle sind vom Statistischen Bundesamt (Gebietsstand: 1. Januar 2025).
| Rang | Name                                 | Fläche in km² | Landkreis                 | Bundesland         |
| ---- | ------------------------------------ | ------------- | ------------------------- | ------------------ |
| 1.   | Martinstein                          | 0,39          | Bad Kreuznach             | Rheinland-Pfalz    |
| 2.   | Arnis                                | 0,45          | Schleswig-Flensburg       | Schleswig-Holstein |
| 3.   | Almersbach                           | 0,61          | Altenkirchen (Westerwald) | Rheinland-Pfalz    |
| 4.   | Ziegenhain (Westerwald)              | 0,71          | Altenkirchen (Westerwald) | Rheinland-Pfalz    |
| 5.   | Misselberg                           | 0,74          | Rhein-Lahn-Kreis          | Rheinland-Pfalz    |
| 6.   | Charlottenberg                       | 0,76          | Rhein-Lahn-Kreis          | Rheinland-Pfalz    |
| 7.   | Nehren (Mosel)                       | 0,76          | Cochem-Zell               | Rheinland-Pfalz    |
| 8.   | Niederlauch                          | 0,79          | Eifelkreis Bitburg-Prüm   | Rheinland-Pfalz    |
| 9.   | Niedersteinebach                     | 0,79          | Altenkirchen (Westerwald) | Rheinland-Pfalz    |
| 10.  | Roth                                 | 0,82          | Bad Kreuznach             | Rheinland-Pfalz    |
| 11.  | Heiligenstedtenerkamp                | 0,85          | Steinburg                 | Schleswig-Holstein |
| 12.  | Philippsheim                         | 0,89          | Eifelkreis Bitburg-Prüm   | Rheinland-Pfalz    |
| 13.  | Longen                               | 0,97          | Trier-Saarburg            | Rheinland-Pfalz    |
| 14.  | Neuheilenbach                        | 0,97          | Eifelkreis Bitburg-Prüm   | Rheinland-Pfalz    |
| 15.  | Auw an der Kyll                      | 0,98          | Eifelkreis Bitburg-Prüm   | Rheinland-Pfalz    |
| 16.  | Oberstreit                           | 1,01          | Bad Kreuznach             | Rheinland-Pfalz    |
| 17.  | Sommerau (an der Ruwer)              | 1,04          | Trier-Saarburg            | Rheinland-Pfalz    |
| 18.  | Eckenroth                            | 1,08          | Bad Kreuznach             | Rheinland-Pfalz    |
| 19.  | Nitz                                 | 1,08          | Vulkaneifel               | Rheinland-Pfalz    |
| 20.  | Sengerich                            | 1,09          | Eifelkreis Bitburg-Prüm   | Rheinland-Pfalz    |
| 21.  | Burgsponheim                         | 1,10          | Bad Kreuznach             | Rheinland-Pfalz    |
| 22.  | Boos (Nahe)                          | 1,11          | Bad Kreuznach             | Rheinland-Pfalz    |
| 23.  | Idelberg                             | 1,13          | Altenkirchen (Westerwald) | Rheinland-Pfalz    |
| 24.  | Eulenberg (Westerwald)               | 1,17          | Altenkirchen (Westerwald) | Rheinland-Pfalz    |
| 25.  | Ranschbach                           | 1,19          | Südliche Weinstraße       | Rheinland-Pfalz    |
| 26.  | Ehr                                  | 1,21          | Rhein-Lahn-Kreis          | Rheinland-Pfalz    |
| 27.  | Tellig                               | 1,21          | Cochem-Zell               | Rheinland-Pfalz    |
| 28.  | Kinzenburg                           | 1,22          | Eifelkreis Bitburg-Prüm   | Rheinland-Pfalz    |
| 29.  | Standenbühl                          | 1,25          | Donnersbergkreis          | Rheinland-Pfalz    |
| 30.  | Schutzbach                           | 1,26          | Altenkirchen (Westerwald) | Rheinland-Pfalz    |
| 31.  | Gunderath                            | 1,29          | Vulkaneifel               | Rheinland-Pfalz    |
| 32.  | Kötterichen                          | 1,31          | Vulkaneifel               | Rheinland-Pfalz    |
| 33.  | Marnerdeich                          | 1,31          | Dithmarschen              | Schleswig-Holstein |
| 34.  | Kammerforst (Westerwald)             | 1,33          | Westerwaldkreis           | Rheinland-Pfalz    |
| 35.  | Usch (Eifel)                         | 1,33          | Eifelkreis Bitburg-Prüm   | Rheinland-Pfalz    |
| 36.  | Winkelbach                           | 1,34          | Westerwaldkreis           | Rheinland-Pfalz    |
| 37.  | Tiefenthal (Rheinhessen)             | 1,35          | Bad Kreuznach             | Rheinland-Pfalz    |
| 38.  | Niederhofen                          | 1,38          | Neuwied                   | Rheinland-Pfalz    |
| 39.  | Buckenhof                            | 1,39          | Erlangen-Höchstadt        | Bayern             |
| 40.  | Dienethal                            | 1,39          | Rhein-Lahn-Kreis          | Rheinland-Pfalz    |
| 41.  | Mühlpfad                             | 1,39          | Rhein-Hunsrück-Kreis      | Rheinland-Pfalz    |
| 42.  | Ersfeld                              | 1,40          | Altenkirchen (Westerwald) | Rheinland-Pfalz    |
| 43.  | Hundsdorf (Westerwald)               | 1,40          | Westerwaldkreis           | Rheinland-Pfalz    |
| 44.  | Oberwörresbach                       | 1,40          | Birkenfeld                | Rheinland-Pfalz    |
| 45.  | Strickscheid                         | 1,41          | Eifelkreis Bitburg-Prüm   | Rheinland-Pfalz    |
| 46.  | Diefenbach (bei Wittlich)            | 1,42          | Bernkastel-Wittlich       | Rheinland-Pfalz    |
| 47.  | Nausnitz                             | 1,42          | Saale-Holzland-Kreis      | Thüringen          |
| 48.  | Schiesheim                           | 1,43          | Rhein-Lahn-Kreis          | Rheinland-Pfalz    |
| 49.  | Crimla                               | 1,44          | Greiz                     | Thüringen          |
| 50.  | Dhronecken                           | 1,45          | Bernkastel-Wittlich       | Rheinland-Pfalz    |
| 51.  | Dickendorf                           | 1,45          | Altenkirchen (Westerwald) | Rheinland-Pfalz    |
| 52.  | Bölsberg                             | 1,46          | Westerwaldkreis           | Rheinland-Pfalz    |
| 53.  | Enspel                               | 1,46          | Westerwaldkreis           | Rheinland-Pfalz    |
| 54.  | Münchwald                            | 1,46          | Bad Kreuznach             | Rheinland-Pfalz    |
| 55.  | Maisborn                             | 1,47          | Rhein-Hunsrück-Kreis      | Rheinland-Pfalz    |
| 56.  | Bennhausen                           | 1,48          | Donnersbergkreis          | Rheinland-Pfalz    |
| 57.  | Ueß                                  | 1,49          | Vulkaneifel               | Rheinland-Pfalz    |
| 58.  | Großseifen                           | 1,52          | Westerwaldkreis           | Rheinland-Pfalz    |
| 59.  | Köthel (Lauenburg)                   | 1,52          | Herzogtum Lauenburg       | Schleswig-Holstein |
| 60.  | Oppertshausen                        | 1,52          | Rhein-Hunsrück-Kreis      | Rheinland-Pfalz    |
| 61.  | Starkenburg (Mosel)                  | 1,52          | Bernkastel-Wittlich       | Rheinland-Pfalz    |
| 62.  | Kickeshausen                         | 1,53          | Eifelkreis Bitburg-Prüm   | Rheinland-Pfalz    |
| 63.  | Dierfeld                             | 1,55          | Bernkastel-Wittlich       | Rheinland-Pfalz    |
| 64.  | Krempermoor                          | 1,55          | Steinburg                 | Schleswig-Holstein |
| 65.  | Mülbach                              | 1,55          | Eifelkreis Bitburg-Prüm   | Rheinland-Pfalz    |
| 66.  | Hausweiler                           | 1,56          | Kusel                     | Rheinland-Pfalz    |
| 67.  | Todenroth                            | 1,56          | Rhein-Hunsrück-Kreis      | Rheinland-Pfalz    |
| 68.  | Hirschthal (Pfalz)                   | 1,58          | Südwestpfalz              | Rheinland-Pfalz    |
| 69.  | Zehnhausen bei Wallmerod             | 1,58          | Westerwaldkreis           | Rheinland-Pfalz    |
| 70.  | Mähren (Westerwald)                  | 1,59          | Westerwaldkreis           | Rheinland-Pfalz    |
| 71.  | Rutsweiler am Glan                   | 1,59          | Kusel                     | Rheinland-Pfalz    |
| 72.  | Schleich                             | 1,59          | Trier-Saarburg            | Rheinland-Pfalz    |
| 73.  | Witsum                               | 1,59          | Nordfriesland             | Schleswig-Holstein |
| 74.  | Forstmehren                          | 1,61          | Altenkirchen (Westerwald) | Rheinland-Pfalz    |
| 75.  | Oberwiesen                           | 1,61          | Donnersbergkreis          | Rheinland-Pfalz    |
| 76.  | Hartmannsdorf (bei Eisenberg)        | 1,62          | Saale-Holzland-Kreis      | Thüringen          |
| 77.  | Hohenfelde (Stormarn)                | 1,63          | Stormarn                  | Schleswig-Holstein |
| 78.  | Niederpierscheid                     | 1,64          | Eifelkreis Bitburg-Prüm   | Rheinland-Pfalz    |
| 79.  | Ockenfels                            | 1,66          | Neuwied                   | Rheinland-Pfalz    |
| 80.  | Bachenberg                           | 1,67          | Altenkirchen (Westerwald) | Rheinland-Pfalz    |
| 81.  | Kuhnhöfen                            | 1,67          | Westerwaldkreis           | Rheinland-Pfalz    |
| 82.  | Neuhäusel                            | 1,67          | Westerwaldkreis           | Rheinland-Pfalz    |
| 83.  | Kettenhausen                         | 1,68          | Altenkirchen (Westerwald) | Rheinland-Pfalz    |
| 84.  | Scheiditz                            | 1,68          | Saale-Holzland-Kreis      | Thüringen          |
| 85.  | Schmißberg                           | 1,68          | Birkenfeld                | Rheinland-Pfalz    |
| 86.  | Beilstein                            | 1,69          | Cochem-Zell               | Rheinland-Pfalz    |
| 87.  | Wobbenbüll                           | 1,69          | Nordfriesland             | Schleswig-Holstein |
| 88.  | Bekdorf                              | 1,70          | Steinburg                 | Schleswig-Holstein |
| 89.  | Sankt Katharinen (bei Bad Kreuznach) | 1,70          | Bad Kreuznach             | Rheinland-Pfalz    |
| 90.  | Enzen (Eifel)                        | 1,71          | Eifelkreis Bitburg-Prüm   | Rheinland-Pfalz    |
| 91.  | Lierfeld                             | 1,71          | Eifelkreis Bitburg-Prüm   | Rheinland-Pfalz    |
| 92.  | Etteldorf                            | 1,73          | Eifelkreis Bitburg-Prüm   | Rheinland-Pfalz    |
| 93.  | Hamm (Eifel)                         | 1,73          | Eifelkreis Bitburg-Prüm   | Rheinland-Pfalz    |
| 94.  | Kradenbach                           | 1,74          | Vulkaneifel               | Rheinland-Pfalz    |
| 95.  | Mauden                               | 1,74          | Altenkirchen (Westerwald) | Rheinland-Pfalz    |
| 96.  | Baldringen                           | 1,76          | Trier-Saarburg            | Rheinland-Pfalz    |
| 97.  | Buchholz (bei Stadthagen)            | 1,77          | Schaumburg                | Niedersachsen      |
| 98.  | Stürzelbach                          | 1,77          | Altenkirchen (Westerwald) | Rheinland-Pfalz    |
| 99.  | Krummendiek                          | 1,78          | Steinburg                 | Schleswig-Holstein |
| 100. | Schwall                              | 1,78          | Rhein-Hunsrück-Kreis      | Rheinland-Pfalz    |

## Flächenkleinste Gemeinden der Bundesländer
Aufgeführt sind alle flächenkleinsten Gemeinden des jeweiligen Bundeslandes.
| Bundesland             | Flächenkleinste Gemeinde  | Landkreis                        | Fläche in km² |
| ---------------------- | ------------------------- | -------------------------------- | ------------- |
| Baden-Württemberg      | Wembach                   | Lörrach                          | 1,80          |
| Bayern                 | Buckenhof                 | Erlangen-Höchstadt               | 1,39          |
| Brandenburg            | Eichwalde                 | Dahme-Spreewald                  | 2,79          |
| Bremen                 | Bremerhaven               | Kreisfreie Stadt                 | 101,41        |
| Hessen                 | Nieste                    | Kassel                           | 4,06          |
| Mecklenburg-Vorpommern | Pingelshagen              | Nordwestmecklenburg              | 2,08          |
| Niedersachsen          | Buchholz (bei Stadthagen) | Schaumburg                       | 1,77          |
| Nordrhein-Westfalen    | Schwelm                   | Ennepe-Ruhr-Kreis                | 20,50         |
| Rheinland-Pfalz        | Martinstein               | Bad Kreuznach                    | 0,39          |
| Saarland               | Bous (Saar)               | Saarlouis                        | 7,63          |
| Sachsen                | Rathen                    | Sächsische Schweiz-Osterzgebirge | 3,56          |
| Sachsen-Anhalt         | Ahlsdorf                  | Mansfeld-Südharz                 | 5,10          |
| Schleswig-Holstein     | Arnis                     | Schleswig-Flensburg              | 0,45          |
| Thüringen              | Nausnitz                  | Saale-Holzland-Kreis             | 1,42          |